# 19. marts
19. marts er dag 78 i året i den gregorianske kalender (dag 79 i skudår). Der er 287 dage tilbage af året.

### Begivenheder
Født - Dødsfald
- 721 f.Kr. - I Babylon bliver en måneformørkelse registreret for første gang.
- 1279 - Ved Slaget ved Yamen i Perleflodens delta besejrer Kublai Khans mongolske hær det kinesiske Song-Dynasti og bringer dette til ophør.
- 1859 - Charles Gounods opera Faust har premiere i Paris.
- 1931 - Staten Nevada legaliserer hasardspil.
- 1945 - Nero-befalingen: Adolf Hitler beordrer ødelæggelsen af industri, infrastruktur m.m. inden for Tyskland.
- 1945 - Sankt Nikolai Kirke i Kolding udsættes for schalburgtage.
- 1962 - Den amerikanske folkemusiker Bob Dylan udgiver sit første album.
- 1964 - Efter flere års arbejde indvies biltunnelen ved Col du Grand-Saint-Bernard mellem Schweiz og Italien.
- 1976 - Separationen af Lord Snowdon og Prinsesse Margaret bekendtgøres.
- 1981 - I Brasilien bortføres Ronald Biggs af ukendte mænd. Han var én af hovedmændene bag det store togrøveri i England i 1963.
- 1982 - Argentinske soldaters ankomst til South Georgia udløser skarpe protester fra Storbritannien og leder op til Falklandskrigen.
- 1984 - I København demonstrerer fiskere med 32 fiskekuttere fra Esbjerg mod nedskæringer i bifangstkvoterne.
- 1986 - Prins Andrew og Sarah Ferguson bekendtgør deres forlovelse.
- 1987 - Portugal og Kina bliver enige om, at den portugisiske koloni Macao fra 1999 skal overdrages til Kina.
- 1998 - Per Stig Møller trækker sig tilbage som leder af den konservative folketingsgruppe.
- 1998 - Filmen Fucking Åmål får premiere i Danmark.
- 2006 - Digteren og forfatteren Dan Turèll, som døde af kræft i 1993, får på sin 60-års fødselsdag opkaldt en plads efter sig på sit elskede Vesterbro i København. Navnet er Onkel Dannys Plads.
- 2007 - Dan Turèll får en plads i sin barndomsby Vangede opkaldt efter sig som »Dan Turèlls Plads«.

### Født
- 1600 - Anders Bille, dansk rigsmarsk (død 1657).
- 1809 - Fredrik Pacius, finsk komponist (død 1891)
- 1813 - David Livingstone, skotsk missionær og opdagelsesrejsende (død 1873).
- 1829 - C. F. Tietgen, dansk finansmand (død 1901).
- 1848 - Wyatt Earp, amerikansk sheriff (død 1929).
- 1865 - Vilhelm Herold, dansk kammersanger (død 1937).
- 1873 - Max Reger, tysk komponist (død 1916).
- 1873   - Betty Nansen, dansk teaterchef (død 1943).
- 1883 - Walter Norman Haworth, engelsk kemiker og modtager af Nobelprisen i kemi (død 1950).
- 1888 - Josef Albers, tysk maler (død 1976).
- 1899 - Aksel Sandemose, dansk/norsk forfatter (død 1965).
- 1900 - Frédéric Joliot-Curie, fransk kemiker og modtager af Nobelprisen i kemi (død 1958).
- 1905 - Albert Speer, nazitysk arkitekt og politiker (død 1981).
- 1906 - Adolf Eichmann, tysk SS-officer (død 1962).
- 1920 - Paul Hagen, dansk skuespiller (død 2003).
- 1924 - Kaj Dorph-Petersen, dansk chefredaktør (død 2005).
- 1933 - Philip Roth, amerikansk forfatter (død 2018).
- 1936 - Ursula Andress, schweizisk skuespillerinde.
- 1936   - Birthe Wilke, dansk sangerinde.
- 1937 - Egon Krenz, østtysk præsident.
- 1938 - Allan de Waal, dansk arkitekt, forfatter og filminstruktør (død 2012).
- 1939 - Lotte Olsen, dansk skuespillerinde.
- 1940 - Eske Holm, dansk balletdanser, koreograf og forfatter (død 2017).
- 1941 - Keld Zeruneith, dansk litteraturforsker, lyriker og lektor.
- 1942 - Jytte Rex, dansk filminstruktør og maler.
- 1943 - Mario Molina, mexikansk kemiker og modtager af Nobelprisen i kemi (død 2020).
- 1946 - Dan Turèll, dansk forfatter (død 1993).
- 1946   - Grete Roulund, dansk forfatter (død 2004).
- 1947 - Glenn Close, amerikansk skuespillerinde.
- 1949 - Judith Rothenborg, dansk skuespillerinde.
- 1953 - Johan Reimann, politidirektør i København (pr. 1. juli 2009).
- 1955 - Bruce Willis, amerikansk skuespiller.
- 1971 - Trine Panum Kjeldsen, dansk journalist.

### Dødsfald
- 1930 - Arthur Balfour, britisk premierminister (født 1848).
- 1950 - Edgar Rice Burroughs, amerikansk forfatter (født 1875).
- 1950   - Walter Norman Haworth, engelsk kemiker og modtager af Nobelprisen i kemi (født 1883).
- 1966 - Erik Aaes, dansk teatermaler, filmarkitekt og -dekoratør (født 1899).
- 1973 - Lauritz Melchior, kgl. dansk kammersanger (født 1890).
- 1982 - Randy Rhoads, amerikansk heavy metal-guitarist (født 1956).
- 1996 - Lise Østergaard, dansk psykolog, folketingspolitiker og minister (født 1924).
- 2008 - Arthur C. Clarke, britisk science-fictionforfatter (født 1917).
- 2008   - Paul Scofield, britisk skuespiller (født 1922).
- 2013 - Holger Juul Hansen, dansk skuespiller (født 1924).

|  | Denne datoartikel kan blive bedre, hvis der indsættes et (bedre) billede Du kan hjælpe ved at afsøge Wikimedia Commons for et passende billede eller uploade et godt billede til Wikimedia Commons iht. de tilladte licenser og indsætte det i artiklen. |